# Stortjärnen (Bodums socken, Ångermanland, 710893-153397)
Stortjärnen är en sjö i Strömsunds kommun i Ångermanland och ingår i Ångermanälvens huvudavrinningsområde. Sjön har en area på 0,0761 kvadratkilometer och ligger 333,3 meter över havet.

## Delavrinningsområde
Stortjärnen ingår i det delavrinningsområde (710812-153529) som SMHI kallar för Mynnar i Staversån. Medelhöjden är 356 meter över havet och ytan är 17,67 kvadratkilometer. Det finns inga avrinningsområden uppströms utan avrinningsområdet är högsta punkten. Sjulbäcken som avvattnar avrinningsområdet har biflödesordning 5, vilket innebär att vattnet flödar genom totalt 5 vattendrag innan det når havet efter 190 kilometer. Avrinningsområdet består mestadels av skog (58 procent) och sankmarker (26 procent). Avrinningsområdet har 0,08 kvadratkilometer vattenytor vilket ger det en sjöprocent på 0,4 procent.